# Ficus usambarensis
Ficus usambarensis är en mullbärsväxtart som beskrevs av Otto Warburg. Ficus usambarensis ingår i släktet fikonsläktet, och familjen mullbärsväxter. Inga underarter finns listade i Catalogue of Life.